# Simon Gerrans
Simon Gerrans (Melbourne, 1980. május 16. –) ausztrál profi kerékpáros.  1-szeres ausztrál bajnok, a Tour de France-on, a Giro d’Italián és a Vuelta a España-n is 1-1 szakaszt nyert.. Az Tour Down Under-t 2- szer (2006,2012), a Milánó–Sanremo-t 1-szer nyerte meg.
2018-ban visszavonult a versenyzéstől.

## Sikerei
2002
- Ausztrál országúti-bajnokság, U23-mezőnyverseny
  -  1. hely

2005
- Tour de France
  - 166., Összetett versenyben

2006
- Tour Down Under
  -  Összetett verseny győztese
  - 1., 1. szakasz
- Tour de France
  - 79., Összetett versenyben

2007
- Tour de France
  - 94., Összetett versenyben

2008
- Tour de France
  - 79., Összetett versenyben
  - 1., 15. szakasz

2009
- Amstel Gold Race
  - 7. hely
- Liège–Bastogne–Liège
  - 6. hely
- Fléche Wallone
  - 8. hely
- Giro d’Italia
  - 1., 14. szakasz
  - 43., Összetett versenyben
- GP Ouest France
  - 1. hely
- Vuelta Espana
  - 1., 9. szakasz
- Országúti világbajnokság, mezőnyverseny
  - 10. hely

2011
- Amstel Gold Race
  - 3. hely
- Tour de France
  - 96., Összetett versenyben

2012
- Ausztrál országúti-bajnokság, mezőnyverseny
  -  1. hely
- Tour Down Under
  -  Összetett verseny győztese
- Milánó–Sanremo
  - 1. hely